# Turhan Hatice Sultan
Turhan Hatice Sultan (n. 1627, Slobodskaya, Ucraina - d. 4 august 1683, Constantinopol) a fost prima consoartă a sultanului otoman Ibrahim I și mama sultanului Mehmed al IV-lea și a prințesei otomane Fatma Sultan.
A fost ultima figură din Sultanatul Femeilor, fiind chiar una dintre cele mai influente sultane din punct de vedere politic. A fost favorizată de soacra ei, Kösem Sultan și a devenit Valide Sultan (2 septembrie 1651 - 4 august 1683) atunci când fiul ei, Mehmed al IV-lea a urcat pe tronul imperiului după moartea tatălui său, în 1648. A fost regentă pentru fiul ei și a condus de facto imperiul, deoarece fiul el nu atingea încă vârsta priceperii coordonării Imperiului.